# Liste des mammifères en Islande

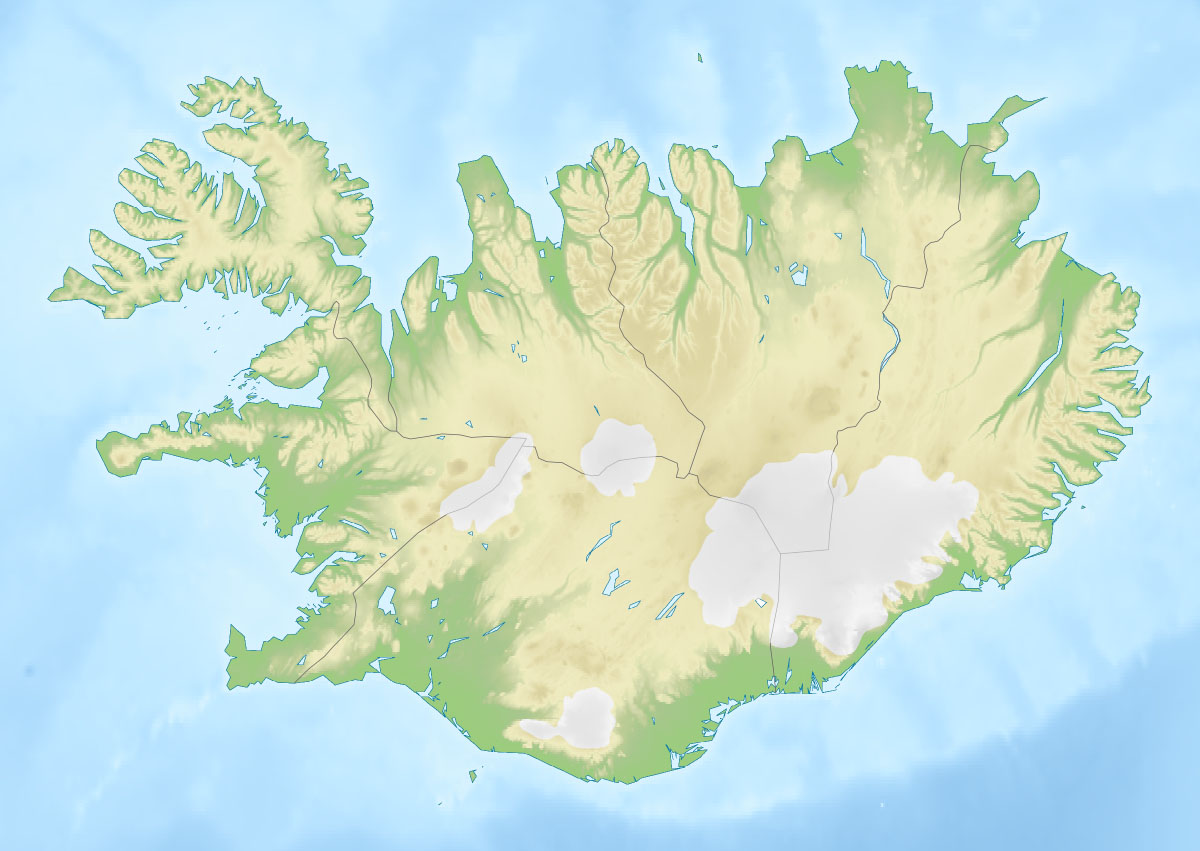
Carte topographique de l'Islande.

Localisation de l'Islande en Europe.

Cette liste commentée recense la mammalofaune en Islande. Elle répertorie les espèces de mammifères islandais actuels et celles qui ont été récemment classifiées comme éteintes (à partir de l'Holocène, depuis donc 11 700 ans av. J.‑C.). Cette liste comporte 41 espèces réparties en sept ordres et 18 familles, dont quatre sont « en danger », trois sont « vulnérables », trois autres sont « quasi menacées » et quatre ont des « données insuffisantes » pour être classées (selon les critères de la liste rouge de l'UICN au niveau mondial).
Elle contient au moins neuf espèces introduites sur ce territoire, qui sont plus ou moins bien acclimatées. Il peut contenir aussi dans cette liste des animaux non reconnus par la liste rouge de l'UICN (aucun mammifère ici) et ils sont classés en « non évalué » : cela étant dû notamment au manque de données et à des espèces domestiques, disparues ou éteintes avant le XVIe siècle. Il n'existe pas en Islande d'espèces et de sous-espèces de mammifères endémiques.

## Statuts de la liste rouge de l'UICN
Les statuts de conservation utilisés par la liste rouge de l'UICN mondiale sont :
| (EX) | Éteint                  | Il n'y a pas le moindre doute sur le fait que le dernier spécimen recensé est mort.                                                                   |
| (EW) | Éteint à l'état sauvage | L'espèce est connue uniquement en captivité ou en tant que population naturalisée bien en dehors de son ancienne aire de répartition.                 |
| (CR) | En danger critique      | L'espèce risque prochainement de s'éteindre à l'état sauvage.                                                                                         |
| (EN) | En danger               | L'espèce fait face à un très gros risque d'extinction à l'état sauvage.                                                                               |
| (VU) | Vulnérable              | L'espèce fait face à un gros risque d'extinction à l'état sauvage.                                                                                    |
| (NT) | Quasi menacé            | L'espèce ne satisfait pas un ou plusieurs des critères prévus qui permettraient de la catégoriser, mais pourrait risquer de s'éteindre dans le futur. |
| (LC) | Préoccupation mineure   | Il n'y a pas de risque identifiable pour l'espèce. |
| (DD) | Données insuffisantes   | Il n'y a pas d'information adéquate qui permettraient de faire une évaluation des risques pour cette espèce.                                          |
| (NE) | Non évalué              | L'espèce n'a pas encore été confrontée aux critères précédents, n'est pas reconnue par l'UICN ou bien s'est éteinte avant le XVIe siècle.             |

## Ordre:Primates

### Famille:Hominidés
| Nom binominal, nom vulgaire et citation d'auteurs | Nom vulgaire islandais (langue officielle de l'Islande) | Origine et statut en Islande | Aire de répartition                    | Statut UICN mondial | Image         |
| ------------------------------------------------- | ------------------------------------------------------- | ---------------------------- | -------------------------------------- | ------------------- | ------------- |
| Homo sapiens (Homme moderne) Linnaeus, 1758       | Maður                                                   | Autochtone,                  | Aire de répartition de l'Homme moderne | [ 2 ]               | Homme moderne |

## Ordre:Lagomorphes

### Famille:Léporidés
| Nom binominal, nom vulgaire et citation d'auteurs         | Nom vulgaire islandais (langue officielle de l'Islande) | Origine et statut en Islande | Aire de répartition                     | Statut UICN mondial | Image            |
| --------------------------------------------------------- | ------------------------------------------------------- | ---------------------------- | --------------------------------------- | ------------------- | ---------------- |
| Oryctolagus cuniculus (Lapin de garenne) (Linnaeus, 1758) | — aucun —                                               | Allochtone (Introduit),      | Aire de répartition du Lapin de garenne | [ 4 ]               | Lapin de garenne |

## Ordre:Rodentiens

### Famille:Muridés
| Nom binominal, nom vulgaire et citation d'auteurs      | Nom vulgaire islandais (langue officielle de l'Islande) | Origine et statut en Islande          | Aire de répartition                    | Statut UICN mondial | Image           |
| ------------------------------------------------------ | ------------------------------------------------------- | ------------------------------------- | -------------------------------------- | ------------------- | --------------- |
| Apodemus sylvaticus (Mulot sylvestre) (Linnaeus, 1758) | Hagamús                                                 | Allochtone (Introduit)                | Aire de répartition du Mulot sylvestre | [ 6 ]               | Mulot sylvestre |
| Mus musculus (Souris grise) Linnaeus, 1758             | Húsamús                                                 | Allochtone (Introduit),               | Aire de répartition de la Souris grise | [ 7 ]               | Souris grise    |
| Rattus norvegicus (Rat surmulot) (Berkenhout, 1769)    | Brúnrotta                                               | Allochtone (Introduit)                | Aire de répartition du Rat surmulot    | [ 9 ]               | Rat surmulot    |
| Rattus rattus (Rat noir) (Linnaeus, 1758)              | Svartrotta                                              | Allochtone (Peut-être non acclimaté), | Aire de répartition du Rat noir        | [ 11 ]              | Rat noir        |

## Ordre:Chiroptères

### Famille:Vespertilionidés
| Nom binominal, nom vulgaire et citation d'auteurs                             | Nom vulgaire islandais (langue officielle de l'Islande) | Origine et statut en Islande | Aire de répartition                                | Statut UICN mondial | Image                    |
| ----------------------------------------------------------------------------- | ------------------------------------------------------- | ---------------------------- | -------------------------------------------------- | ------------------- | ------------------------ |
| Lasiurus cinereus (Chauve-souris cendrée) (Beauvois, 1796)                    | — aucun —                                               | Erratique,                   | Aire de répartition de la Chauve-souris cendrée    | [ 13 ]              | Chauve-souris cendrée    |
| Pipistrellus nathusii (Pipistrelle de Nathusius) (Keyserling & Blasius, 1839) | — aucun —                                               | Erratique                    | Aire de répartition de la Pipistrelle de Nathusius | [ 15 ]              | Pipistrelle de Nathusius |
| Vespertilio murinus (Sérotine bicolore) Linnaeus, 1758                        | — aucun —                                               | Erratique                    | Aire de répartition de la Sérotine bicolore        | [ 16 ]              | Sérotine bicolore        |

## Ordre:Cétacés

### Famille:Balænidés
| Nom binominal, nom vulgaire et citation d'auteurs                         | Nom vulgaire islandais (langue officielle de l'Islande) | Origine et statut en Islande | Aire de répartition                                            | Statut UICN mondial | Image                                |
| ------------------------------------------------------------------------- | ------------------------------------------------------- | ---------------------------- | -------------------------------------------------------------- | ------------------- | ------------------------------------ |
| Balaena mysticetus (Baleine du Groenland) Linnaeus, 1758                  | Norðhvalur                                              | Peut-être autochtone,        | Aire de répartition de la Baleine du Groenland                 | [ 18 ]              | Baleine du Groenland                 |
| Eubalaena glacialis (Baleine franche de l'Atlantique Nord) (Müller, 1776) | Sléttbakur                                              | Autochtone                   | Aire de répartition de la Baleine franche de l'Atlantique Nord | [ 19 ]              | Baleine franche de l'Atlantique Nord |

### Famille:Balænoptéridés
| Nom binominal, nom vulgaire et citation d'auteurs            | Nom vulgaire islandais (langue officielle de l'Islande) | Origine et statut en Islande | Aire de répartition                        | Statut UICN mondial | Image            |
| ------------------------------------------------------------ | ------------------------------------------------------- | ---------------------------- | ------------------------------------------ | ------------------- | ---------------- |
| Balaenoptera acutorostrata (Baleine de Minke) Lacépède, 1804 | Hrefna                                                  | Autochtone                   | Aire de répartition de la Baleine de Minke | [ 20 ]              | Baleine de Minke |
| Balaenoptera borealis (Rorqual boréal) Lesson, 1828          | Sandreyður                                              | Autochtone                   | Aire de répartition du Rorqual boréal      | [ 21 ]              | Rorqual boréal   |
| Balaenoptera musculus (Rorqual bleu) (Linnaeus, 1758)        | Steypireyður                                            | Autochtone                   | Aire de répartition du Rorqual bleu        | [ 22 ]              | Rorqual bleu     |
| Balaenoptera physalus (Rorqual commun) (Linnaeus, 1758)      | Langreyður                                              | Autochtone                   | Aire de répartition du Rorqual commun      | [ 23 ]              | Rorqual commun   |
| Megaptera novaeangliae (Baleine à bosse) (Borowski, 1781)    | Hnúfubakur                                              | Autochtone                   | Aire de répartition de la Baleine à bosse  | [ 24 ]              | Baleine à bosse  |

### Famille:Eschrichtiidés
| Nom binominal, nom vulgaire et citation d'auteurs        | Nom vulgaire islandais (langue officielle de l'Islande) | Origine et statut en Islande | Aire de répartition                     | Statut UICN mondial | Image         |
| -------------------------------------------------------- | ------------------------------------------------------- | ---------------------------- | --------------------------------------- | ------------------- | ------------- |
| Eschrichtius robustus (Baleine grise) (Lilljeborg, 1861) | Sandlægja                                               | Autochtone (Disparu),        | Aire de répartition de la Baleine grise | [ 25 ]              | Baleine grise |

### Famille:Delphinidés
| Nom binominal, nom vulgaire et citation d'auteurs                      | Nom vulgaire islandais (langue officielle de l'Islande) | Origine et statut en Islande | Aire de répartition                                  | Statut UICN mondial | Image                         |
| ---------------------------------------------------------------------- | ------------------------------------------------------- | ---------------------------- | ---------------------------------------------------- | ------------------- | ----------------------------- |
| Delphinus delphis (Dauphin commun à bec court) Linnaeus, 1758          | Léttir                                                  | Erratique                    | Aire de répartition du Dauphin commun à bec court    | [ 26 ]              | Dauphin commun à bec court    |
| Globicephala melas (Globicéphale noir) (Traill, 1809)                  | Grindhvalur                                             | Autochtone                   | Aire de répartition du Globicéphale noir             | [ 27 ]              | Globicéphale noir             |
| Orcinus orca (Orque) (Linnaeus, 1758)                                  | Háhyrningur                                             | Autochtone                   | Aire de répartition de l'Orque                       | [ 28 ]              | Orque                         |
| Lagenorhynchus acutus (Lagénorhynque à flancs blancs) (Gray, 1828)     | Leiftur                                                 | Autochtone                   | Aire de répartition du Lagénorhynque à flancs blancs | [ 29 ]              | Lagénorhynque à flancs blancs |
| Lagenorhynchus albirostris (Lagénorhynque à rostre blanc) (Gray, 1846) | Hnýðingur                                               | Autochtone                   | Aire de répartition du Lagénorhynque à rostre blanc  | [ 30 ]              | Lagénorhynque à rostre blanc  |

### Famille:Monodontidés
| Nom binominal, nom vulgaire et citation d'auteurs | Nom vulgaire islandais (langue officielle de l'Islande) | Origine et statut en Islande | Aire de répartition            | Statut UICN mondial | Image   |
| ------------------------------------------------- | ------------------------------------------------------- | ---------------------------- | ------------------------------ | ------------------- | ------- |
| Delphinapterus leucas (Bélouga) (Pallas, 1776)    | Mjaldur                                                 | Erratique                    | Aire de répartition du Bélouga | [ 31 ]              | Bélouga |
| Monodon monoceros (Narval) Linnaeus, 1758         | Náhvalur                                                | Erratique                    | Aire de répartition du Narval  | [ 32 ]              | Narval  |

### Famille:Phocœnidés
| Nom binominal, nom vulgaire et citation d'auteurs    | Nom vulgaire islandais (langue officielle de l'Islande) | Origine et statut en Islande | Aire de répartition                    | Statut UICN mondial | Image           |
| ---------------------------------------------------- | ------------------------------------------------------- | ---------------------------- | -------------------------------------- | ------------------- | --------------- |
| Phocoena phocoena (Marsouin commun) (Linnaeus, 1758) | Hnísa                                                   | Autochtone                   | Aire de répartition du Marsouin commun | [ 33 ]              | Marsouin commun |

### Famille:Physétéridés
| Nom binominal, nom vulgaire et citation d'auteurs      | Nom vulgaire islandais (langue officielle de l'Islande) | Origine et statut en Islande | Aire de répartition                   | Statut UICN mondial | Image          |
| ------------------------------------------------------ | ------------------------------------------------------- | ---------------------------- | ------------------------------------- | ------------------- | -------------- |
| Physeter macrocephalus (Grand Cachalot) Linnaeus, 1758 | Búrhvalur                                               | Autochtone                   | Aire de répartition du Grand Cachalot | [ 34 ]              | Grand Cachalot |

### Famille:Ziphiidés
| Nom binominal, nom vulgaire et citation d'auteurs         | Nom vulgaire islandais (langue officielle de l'Islande) | Origine et statut en Islande | Aire de répartition                          | Statut UICN mondial | Image                 |
| --------------------------------------------------------- | ------------------------------------------------------- | ---------------------------- | -------------------------------------------- | ------------------- | --------------------- |
| Hyperoodon ampullatus (Hypérodon boréal) (Forster, 1770)  | Andarnefja                                              | Autochtone                   | Aire de répartition du Hypérodon boréal      | [ 35 ]              | Hypérodon boréal      |
| Mesoplodon bidens (Mésoplodon de Sowerby) (Sowerby, 1804) | Norðursnjáldri                                          | Autochtone                   | Aire de répartition du Mésoplodon de Sowerby | [ 36 ]              | Mésoplodon de Sowerby |

## Ordre:Artiodactyles

### Famille:Cervidés
| Nom binominal, nom vulgaire et citation d'auteurs | Nom vulgaire islandais (langue officielle de l'Islande) | Origine et statut en Islande | Aire de répartition          | Statut UICN mondial | Image |
| ------------------------------------------------- | ------------------------------------------------------- | ---------------------------- | ---------------------------- | ------------------- | ----- |
| Rangifer tarandus (Renne) (Linnaeus, 1758)        | Hreindýr                                                | Allochtone (Introduit)       | Aire de répartition du Renne | [ 38 ]              | Renne |

## Ordre:Carnivores

### Famille:Canidés
| Nom binominal, nom vulgaire et citation d'auteurs | Nom vulgaire islandais (langue officielle de l'Islande) | Origine et statut en Islande         | Aire de répartition                   | Statut UICN mondial | Image          |
| ------------------------------------------------- | ------------------------------------------------------- | ------------------------------------ | ------------------------------------- | ------------------- | -------------- |
| Vulpes lagopus (Renard polaire) Linnaeus, 1758    | Heimskautarefur                                         | Autochtone                           | Aire de répartition du Renard polaire | [ 39 ]              | Renard polaire |
| Vulpes vulpes (Renard roux) (Linnaeus, 1758)      | Rauðrefur                                               | Allochtone (Peut-être non acclimaté) | Aire de répartition du Renard roux    | [ 41 ]              | Renard roux    |

### Famille:Ursidés
| Nom binominal, nom vulgaire et citation d'auteurs | Nom vulgaire islandais (langue officielle de l'Islande) | Origine et statut en Islande | Aire de répartition                 | Statut UICN mondial | Image      |
| ------------------------------------------------- | ------------------------------------------------------- | ---------------------------- | ----------------------------------- | ------------------- | ---------- |
| Ursus maritimus (Ours blanc) Phipps, 1774         | Ísbjörn                                                 | Erratique                    | Aire de répartition de l'Ours blanc | [ 43 ]              | Ours blanc |

### Famille:Mustélidés
| Nom binominal, nom vulgaire et citation d'auteurs  | Nom vulgaire islandais (langue officielle de l'Islande) | Origine et statut en Islande | Aire de répartition                     | Statut UICN mondial | Image            |
| -------------------------------------------------- | ------------------------------------------------------- | ---------------------------- | --------------------------------------- | ------------------- | ---------------- |
| Neovison vison (Vison d'Amérique) (Schreber, 1777) | Minkur                                                  | Allochtone (Introduit)       | Aire de répartition du Vison d'Amérique | [ 44 ]              | Vison d'Amérique |

### Famille:Odobénidés
| Nom binominal, nom vulgaire et citation d'auteurs | Nom vulgaire islandais (langue officielle de l'Islande) | Origine et statut en Islande | Aire de répartition          | Statut UICN mondial | Image |
| ------------------------------------------------- | ------------------------------------------------------- | ---------------------------- | ---------------------------- | ------------------- | ----- |
| Odobenus rosmarus (Morse) (Linnaeus, 1758)        | Rostungur                                               | Erratique                    | Aire de répartition du Morse | [ 45 ]              | Morse |

### Famille:Phocidés
| Nom binominal, nom vulgaire et citation d'auteurs               | Nom vulgaire islandais (langue officielle de l'Islande) | Origine et statut en Islande | Aire de répartition                        | Statut UICN mondial | Image               |
| --------------------------------------------------------------- | ------------------------------------------------------- | ---------------------------- | ------------------------------------------ | ------------------- | ------------------- |
| Erignathus barbatus (Phoque barbu) (Erxleben, 1777)             | Kampselur                                               | Erratique                    | Aire de répartition du Phoque barbu        | [ 47 ]              | Phoque barbu        |
| Cystophora cristata (Phoque à capuchon) (Erxleben, 1777)        | Blöðruselur                                             | Erratique                    | Aire de répartition du Phoque à capuchon   | [ 48 ]              | Phoque à capuchon   |
| Halichoerus grypus (Phoque gris) (Fabricius, 1791)              | Útselur                                                 | Autochtone                   | Aire de répartition du Phoque gris         | [ 49 ]              | Phoque gris         |
| Pagophilus groenlandicus (Phoque du Groenland) (Erxleben, 1777) | Vöðuselur                                               | Erratique                    | Aire de répartition du Phoque du Groenland | [ 50 ]              | Phoque du Groenland |
| Phoca vitulina (Phoque veau marin) Linnaeus, 1758               | Landselur                                               | Autochtone                   | Aire de répartition du Phoque veau marin   | [ 51 ]              | Phoque veau marin   |
| Pusa hispida (Phoque annelé) (Schreber, 1775)                   | Hringanóri                                              | Erratique                    | Aire de répartition du Phoque annelé       | [ 52 ]              | Phoque annelé       |

### Famille:Félidés
| Nom binominal, nom vulgaire et citation d'auteurs | Nom vulgaire islandais (langue officielle de l'Islande) | Origine et statut en Islande | Aire de répartition                 | Statut UICN mondial | Image        |
| ------------------------------------------------- | ------------------------------------------------------- | ---------------------------- | ----------------------------------- | ------------------- | ------------ |
| Felis silvestris (Chat sauvage) Schreber, 1777    | Villiköttur                                             | Allochtone (Introduit)       | Aire de répartition du Chat sauvage | [ 54 ]              | Chat sauvage |